# Pierre Rougeyron
Pour les articles homonymes, voir Rougeyron.
Pierre Rougeyron, né le 1er avril 1817 à Clermont et mort le 15 novembre 1902 à Balade, est un missionnaire mariste français.

## Biographie
Religieux mariste, ordonné prêtre le 23 avril 1843, Pierre Rougeyron part pour la Nouvelle-Calédonie en mai 1843 en compagnie de Guillaume Douarre à bord de l'Uranie et fonde avec lui la mission de Balade dont il devient supérieur en 1847. La même année, il fonde la mission de Pouébo, mais une révolte des Canaques le fait fuir en août. 
Sur la Brillante, il fait escale à Anatom avant de rejoindre Sydney où il se repose quelques semaines. En mai 1848, il revient sur l'Arche d'Alliance à Anatom où il fonde une nouvelle mission. Un terrain est alors acheté et une chapelle y est construite. Rougeyron prêche dans la langue du pays. Malheureusement, les fièvres déciment les missionnaires et les relations avec les protestants sont très mauvaises. Anatom est abandonné en 1850 et Douarre décide de rapatrier ses compagnons à l'île des Pins.
Le 28 septembre 1853, Rougeyron succède comme vicaire apostolique à Douarre, décédé. Il permet des relations entre le chef Vandégou et l'amiral Febvrier-Despointes et parvient à faire planter sur l'île des Pins, le drapeau français, au nez des Britanniques.